# 다이어그램

위키백과의 새로운 게시글이 추가되는 결정 프로세스를 표현한 플로우차트(흐름도)의 예.

다이어그램(diagram)은 정보를 조율, 묘사, 상징화 하여 2차원 기하학 모델(two-dimensional geometric model)로 시각화하는 기술이다. 때때로 2차원 표면에 그래픽적 투사 과정을 거쳐 3차원 공간에 시각화된다. 그래프(graph)와 다이어그램(diagram)의 용어를 혼용하기도 한다.

## 개요
다이어그램은 2차원 기하학 심볼을 이용해 정보를 시각화하는 기술이다. 때때로 이 기술은 2차원 표면에 투사되어 3차원 공간에 시각화 되기도 한다. 다이어그램이라는 용어는 공통적으로 두 가지 의미를 가진다.
- 정보 시각화 장치: 다이어그램 일러스트레이션과 같은 용어는 그래픽, 기술적 드로잉, 표 정보 등의 기술적 유형의 집합을 대표한다.
- 특정 종류의 시각 표현: 데이터의 성질을 표현하기 위해 선, 화살표 등의 시각적 고리들로 연결된 형태의 유형만을 말한다.

과학 분야에서 이 용어가 두 가지 방법으로 사용되는 것을 확인할 수 있다. 다이어그램은 추상적이고, 정보를 대표할 수 있는 그림이며, 사진과 영상을 제외한 지도(map), 선 그래프(line graph), 바 차트(bar chart), 공학적 청사진(engineering blueprints), 건축 스케치 등이 다이어그램의 예가 될 수 있다.
좁은 의미의 다이어그램과 차트는 정보를 표시하는데 있어, 컴퓨터 그래픽스(computer graphics), 기술적 삽화(technical illustrations), 인포그래픽스(infographics), 지도(map), 테크니컬 드로잉(technical drawing)보다 추상적이기 때문에 대조를 이룬다.
- 시각 콘텐츠 장치의 형태.
- 양적 데이터를 표시하지는 않으나, 추상적 정보의 관계를 표시함.
- 기하학적 형태를 선과 화살표 등의 시각적 고리들로 연결하는 빌딩블록(building blocks).

다이어그램은 표상을 간략화 하고, 방법을 캐리커쳐하고, 본질적 의미를 전달하는 것이다.

## 주요 다이어그램 유형
아래와 같은 유형의 다이어그램이 있다:
- 그래프(수학적) 기반 다이어그램: 이 항목들은 이들 사이에 관계성을 가지고 있으며, 2차원 위치에 각각의 아이템을 표현하고, 아이템들의 연결과 겹침으로 그 관계를 표현하였다; 이러한 기술들의 예:

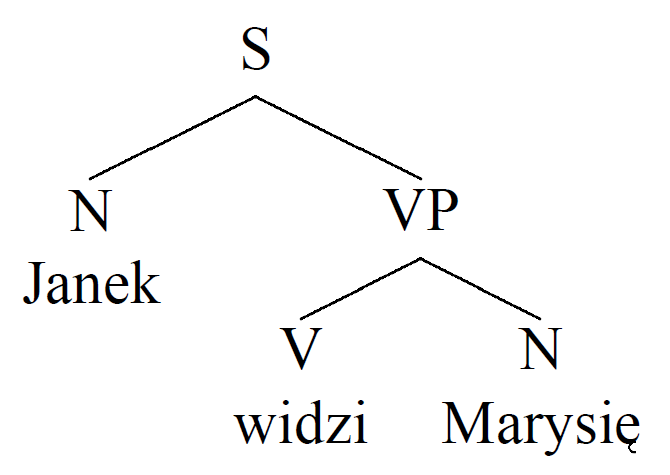
트리 다이어그램(tree diagram)
네트워크 다이어그램(network diagram)
순서도(flowchart)
벤 다이어그램(Venn diagram)
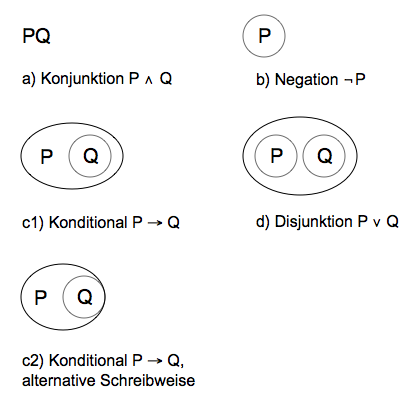
실존적 그래프(existential graph)

- 차트(chart)-다이어그램 테크닉과 마찬가지로, 이산수학이나 연속함수의 영역에서 두 변수의 관계를 보여줄 때 사용된다.;예제:

히스토그램(histogram)
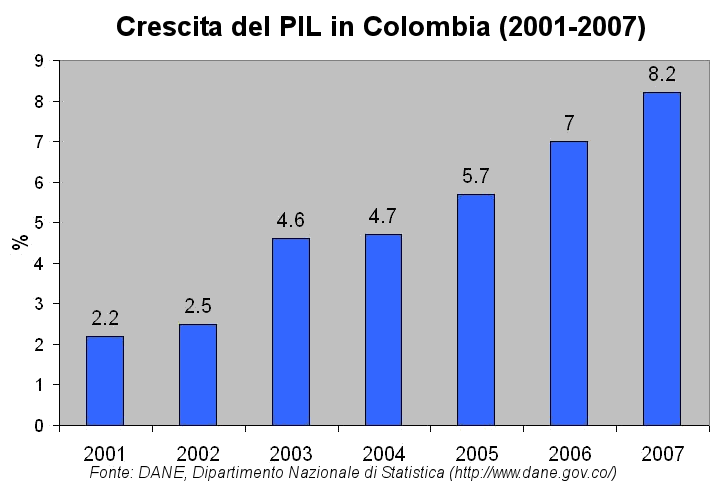
바 차트(bar chart)
파이 차트(pie chart)
함수 그래프(function graph)
산점도(scatter plot)

- 다이어그램의 다른 유형, e.g.,

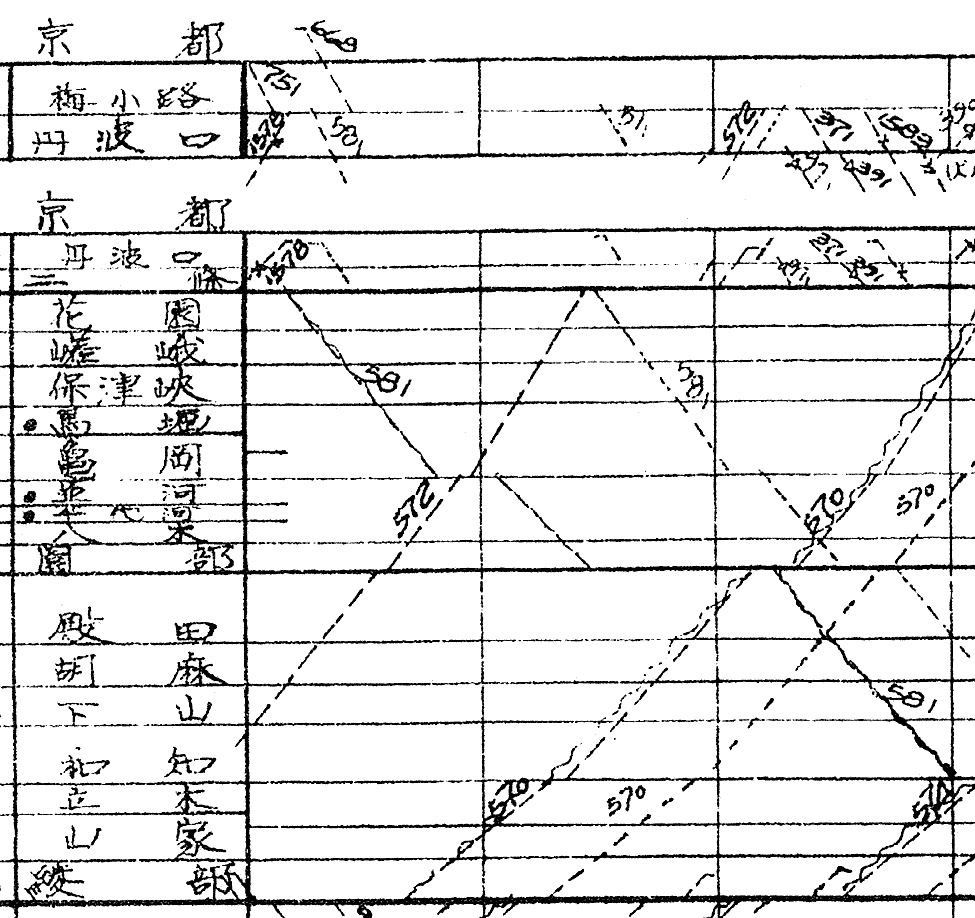
철도 운행도표
지하철 노선도
분해도
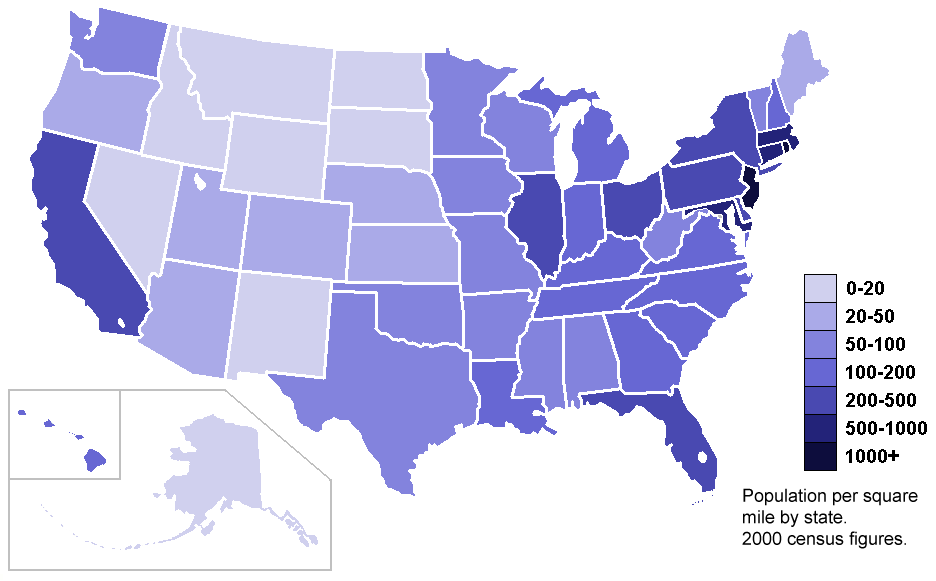
인구밀도 지도
파이어니어 금속판

이 밖에도 수천가지의 다이어그램 기술이 존재한다.

## 같이 보기
- 차트